# Rebuilding
Rebuilding ist ein Filmdrama von Max Walker-Silverman. Der Film mit Josh O’Connor in der Hauptrolle als Cowboy, der in einem Auffanglager unterkommt, nachdem Waldbrände seine Ranch zerstört haben, und Lily LaTorre, Meghann Fahy, Kali Reis und Amy Madigan in weiteren Rollen feierte Ende Januar 2025 beim Sundance Film Festival seine Premiere.

## Handlung
Nachdem der Cowboy Dusty die alte Familienranch in Colorado durch einen Waldbrand verloren hat, die seit vier Generationen im Besitz seiner Familie ist, muss er sein Vieh versteigern lassen, das sein verkohltes Land nicht länger ernähren kann. Einige Monate später landet er in einem kleinen FEMA-Lager im amerikanischen Westen, zusammen mit einigen wenigen Kisten, in denen sich seine restlichen irdischen Besitztümer befinden. Bei einem Termin mit seiner Bank erklärt ihm sein Kreditsachbearbeiter Mr. Cassidy, es würde nach dem Wiederaufbau der Ranch angesichts des Zustands des Landes zehn Jahre dauern, bis man diese wieder bewirtschaften könnte. Dusty erkennt, dass er diesen Gedanken am besten aufgeben sollte.
Jetzt wo er viel Zeit hat, stattet Dusty seiner früheren Schwiegermutter Bess einen Besuch ab, wo seine Exfreundin Ruby ihre gemeinsame neunjährige Tochter Callie-Rose großzieht. Ruby ist überrascht, ihn zu sehen, lässt sich jedoch nicht die Gelegenheit entgehen, ihn in die Erziehung ihrer Tochter einzubeziehen. Bislang war Dusty kein fester Bestandteil ihres Lebens. Dustys Leben im Wohnwagenpark erscheint Callie-Rose recht abenteuerlich, wenn sie dort Zeit bei ihm verbringt. Sie findet dort eine neue Freundin, deren Vater bei dem Waldbrand ums Leben kam. Auch hilft sie ihrem Vater, sich in dieser neuen Gemeinde zurechtzufinden, die er zunächst nur als Zwischenstation betrachtet, als Zwischenstopp auf dem Weg zurück in sein gewohntes Leben.
Nach und nach weicht Callie-Rose Zurückhaltung ihm gegenüber einer Verliebtheit. Dusty ist kein Mann der großen Worte und ist als letzter einer langen Linie von Ranchern zwischen dem Erbe seines Landes und den Veränderungen, die das Leben mit sich bringt, hin- und hergerissen. 
Langsam fügt sich Dusty in die neue Wohnwagengemeinschaft ein, und aus den Menschen, die er zunächst nicht als richtige Nachbarn empfunden hat, die aber schließlich alle im selben Boot sitzen, wird eine Art Familie, darunter ein lesbisches und ein gemischtrassiges Paar.

## Produktion

### Filmstab und Besetzung

Josh O’Connor spielt Dusty

Regie führte Max Walker-Silverman. Es handelt sich bei Rebuilding nach A Love Song von 2022 um seinen zweiten Spielfilm. Er war selbst als Rinderzüchter tätig und drehte bereits sein Spielfilmdebüt in Colorado, wo er aufwuchs. Auch in A Love Song ging es um Menschen, die wieder zusammenfinden. Inspiriert zu der in Rebuilding erzählten Geschichte wurde Walker-Silverman von dem Brand des Hauses seiner Großmutter in derselben Gegend, in der der Film spielt, besonders aber die Gemeinschaften, die sich nach diesem durch alle Arten von Unterstützung bildeten, von Nahrungsmitteln über Vorräte bis hin zu einer Schulter zum Ausweinen. Den Filmschnitt übernahmen Jane Rizzo und Ramzi Bashour.
Der Brite Josh O’Connor, bekannt aus Hauptrollen in Filmen wie God’s Own Country, La chimera und Challengers – Rivalen, spielt den Cowboy Dusty, Meghann Fahy seine Exfreundin Ruby, Lily LaTorre ihre gemeinsame Tochter Callie-Rose und Any Madigan Dustys frühere Schwiegermutter Bess. Sam Engbring ist in der Rolle von Rubys Partner Robbie zu sehen. Dwight Mondragon spielt einen anderen Rancher. Zeilyanna Martinez spielt das Mädchen, das im FEMA-Park zu einer neuen Freundin von  Callie-Rose wird. Jefferson Mays ist in der Rolle von Dustys Kreditsachbearbeiter Mr. Cassidy zu sehen. Kali Reis spielt Mali, eine Witwe, die in dem Wohnwagenpark lebt. Die anderen Bewohner dort werden von Laienschauspielern gespielt, darunter der Musiker Binky Griptite. Nancy Morlan und Kathy Rose spielen ein lesbisches Paar und Biptite und Jeanine London ein anderes Paar. In weiteren Rollen sind David Bright und Christopher Young zu sehen. Das Casting übernahm Ann Goulder.

### Dreharbeiten
Die Dreharbeiten fanden im San Luis Valley statt, dem ältesten Teil Colorados und eine große Wüstenebene, die vom Rio Grande durchschnitten wird. Im Westen grenzen die San Juan Mountains an sie, im Osten säumen die Sangre de Cristo Mountains das Tal, und im Süden finden sich die alten Vulkane des Taos Plateaus. Im Zentrum des Tals bilden diese Berge einen Wetterring, der bei den Dreharbeiten Auswirkungen auf das Licht und die Wolken, den Sonnenaufgang und den Sonnenuntergang, die Dämmerung und Dunkelheit und Donner und Wind hatte. Das San Luis Valley sei der beste Ort der Welt, um das Wetter zu beobachten, so Walker-Silverman. Mit Kameramann Alfonso Herrera Salcedo arbeitete der Regisseur bereits für A Love Song zusammen.

### Filmmusik und Veröffentlichung
Die Filmmusik steuerten der Folk-Sänger und Gitarrist Jake Xerxes Fussell und der Gitarrist James Elkington bei.
Die Weltpremiere des Films fand am 26. Januar 2025 beim Sundance Film Festival statt. Mitte, Ende April 2025 wurde er beim San Francisco International Film Festival gezeigt. Im Mai 2025 wird er beim Seattle International Film Festival gezeigt. Ebenfalls im Mai 2025 stellte mk2 Films Rebuilding auch beim Marché du film vor. Im Juli 2025 erfolgten Vorstellungen beim Internationalen Filmfestival Karlovy Vary. Im August 2025 wird er beim Melbourne International Film Festival und beim norwegischen Filmfestival in Haugesund gezeigt. Im September 2025 sind Vorstellungen beim Festival des amerikanischen Films und beim Nashville Film Festival geplant.

## Rezeption

### Kritiken
Von den bei Rotten Tomatoes aufgeführten Kritiken sind 96 Prozent positiv. Bei Metacritic erhielt der Film einen Metascore von 76 von 100 möglichen Punkten.
Pete Hammond schreibt in seiner Kritik für deadline.com, wie der Titel schon andeutet, gehe es in Rebuilding nicht um die Zerstörung eines Lebens, sondern vielmehr darum, wie wir neu anfangen, einen neuen Sinn im Leben finden und wieder eine Gemeinschaft bilden. Auch wenn die Prämisse zunächst äußerst deprimierend klinge, sei dies seltsamerweise nicht der Fall. Letztendlich stärke Rebuilding das Vertrauen und die Hoffnung für die Menschheit und ihre Fähigkeit, das Schlimmste zu überwinden, was das Leben zu bieten hat.
Brian Tallerico nennt einen Monolog, in dem Dusty sich Sorgen darüber macht, was er über die Ranch vielleicht schon vergessen hat, absolut umwerfend: „Wir haben alle schon Menschen oder Dinge verloren, und das Gefühl, dass die Erinnerung daran langsam verschwindet, ist eines der schwersten Dinge an der Trauer.“ Dusty sei ein Mann, der fast wie ein Geist aussieht und versucht, seine menschliche Gestalt wiederzufinden. Es sei kein Spoiler, wenn man verrät, dass er es schaffen wird, da es der Titel bereits vorwegnimmt, doch die Art und Weise, wie dieser Mann es schafft, das nächste Kapitel seines Lebens aufzuschlagen, sei Stoff für großes Kino. Tallerico beschreibt Josh O’Connor in dieser Rolle als eine wahre Empathiemaschine, und er leiste in Rebuilding eine unglaublich subtile Arbeit.

### Auszeichnungen
Festival des amerikanischen Films 2025
- Nominierung im Wettbewerb[16]

Internationales Filmfestival Karlovy Vary 2025
- Nominierung für den Kristallglobus
- Auszeichnung mit dem Preis der Ökumenischen Jury[17][18]

Seattle International Film Festival 2025
- Nominierung im Offiziellen Wettbewerb[8]